# توکل‌آباد (دلگان)
توکل‌آباد یا چاه دمیل روستایی در دهستان جلگه چاه هاشم بخش جلگه چاه هاشم شهرستان دلگان استان سیستان و بلوچستان ایران است.

## جمعیت
بر پایه سرشماری عمومی نفوس و مسکن در سال ۱۳۹۵ جمعیت این روستا ۳۴ نفر (۱۴خانوار) بوده‌است.